# Kazujoši Miura
Kazujoši Miura (japonsky: 三浦 知良, * 26. únor 1967) je japonský fotbalista a bývalý reprezentant. V březnu 2017 se stal ve věku 50 let a 7 dní nejstarším profesionálním fotbalistou v historii, překonal věkový rekord Angličana Stanleyho Matthewse.

## Reprezentační kariéra
Kazujoši Miura odehrál v dresu japonské reprezentace 89 utkání a vstřelil v nich 55 gólů.

## Statistiky
| Japonsko | Japonsko | Japonsko |
| Roky     | Záp.     | Góly     |
| -------- | -------- | -------- |
| 1990     | 3        | 0        |
| 1991     | 2        | 0        |
| 1992     | 11       | 2        |
| 1993     | 16       | 16       |
| 1994     | 8        | 5        |
| 1995     | 12       | 6        |
| 1996     | 12       | 6        |
| 1997     | 19       | 18       |
| 1998     | 1        | 0        |
| 1999     | 0        | 0        |
| 2000     | 5        | 2        |
| Celkem   | 89       | 55       |